# Lista de prêmios e indicações recebidos por Halle Berry
Ao longo de sua carreira em cinema, teatro e televisão, a atriz estadunidense Halle Berry vêm sendo reconhecida com diversas das principais premiações. Atuante em cinema desde a década de 1990, Berry co-estrelou o drama Jungle Fever (1991) pelo qual foi indicada ao prêmio de Melhor Atriz Coadjuvante da Associação de Críticos de Cinema de Chicago em 1992. No ano seguinte, a atriz foi indicada e venceu o Prêmio MTV Movie de Melhor Performance Revelação e de "Mulher Mais Desejada" por sua atuação na comédia dramática Boomerang (1992), que rendeu-lhe também uma indicação ao Prêmio NAACP Image de Melhor Atriz no Cinema. Em 1995, Berry voltaria a receber o Prêmio MTV Movie de "Mulher Mais Desejada" por sua performance como a anti-heroína Miss Crystal na comédia The Flintstones (1994).
No fim da década de 1990, Berry assumiu papéis em produções de teor dramático e biográfico, como o telefilme biográfico Introducing Dorothy Dandridge (1999) em que interpretou a cantora de jazz Dorothy Dandridge e recebeu diversas premiações por sua atuação, dentre as quais o Emmy de Melhor Atriz em Televisão, Globo de Ouro de Melhor Atriz em Televisão e o Prémio Screen Actors Guild de Melhor Atriz em Telefilme. Ainda neste mesmo período, Berry estrelou a minissérie televisiva de drama histórico Alex Haley's Queen (1993) e recebeu o Prêmio NAACP Image de Melhor Atriz em Televisão.
Em 2001, Berry estrelou o drama Monster's Ball no polêmico papel da viúva Leticia Musgrove que rendeu-lhe o Prémio Screen Actors Guild de Melhor Atriz Principal, o Prêmio do American Film Institute de Atriz do Ano e o Urso de Prata de Melhor Atriz no Festival de Berlim. Por esta mesma atuação, Berry também tornou-se a primeira atriz afro-americana a ser agraciada com o Óscar de Melhor Atriz Principal - sendo ainda hoje a única atriz afro-americana recipiente desta categoria.

## Prêmios e indicações
| Ano                                         | Categoria                               | Indicado/Obra                 | Resultado | Ref.   |
| ------------------------------------------- | --------------------------------------- | ----------------------------- | --------- | ------ |
| Associação de Críticos de Cinema de Chicago |                                         |                               |           |        |
| 1992                                        | Melhor Atriz Coadjuvante                | Jungle Fever                  | Indicada  | [ 2 ]  |
| British Academy Film Awards                 |                                         |                               |           |        |
| 2003                                        | Melhor Atriz em Papel Principal         | Monster's Ball                | Indicada  |        |
| Emmy do Primetime                           |                                         |                               |           |        |
| 2000                                        | Melhor Filme Televisivo                 | Introducing Dorothy Dandridge | Indicada  |        |
| 2005                                        | Melhor Atriz em Minissérie ou Telefilme | Their Eyes Were Watching God  | Venceu    |        |
| Globo de Ouro                               |                                         |                               |           |        |
| 2000                                        | Melhor Atriz em Televisão               | Introducing Dorothy Dandridge | Venceu    | [ 13 ] |
| 2002                                        | Melhor Atriz em Filme - Drama           | Monster's Ball                | Indicada  |        |
| 2006                                        | Melhor Atriz em Televisão               | Their Eyes Were Watching God  | Indicada  |        |
| 2011                                        | Melhor Atriz em Filme - Drama           | Frankie & Alice               | Indicada  |        |
| MTV Movie & TV                              |                                         |                               |           |        |
| 1993                                        | Melhor Performance Revelação            | Boomerang                     | Venceu    | [ 3 ]  |
| 1993                                        | Mulher mais Desejada                    | Boomerang                     | Venceu    | [ 3 ]  |
| 1995                                        | Mulher mais Desejada                    | The Flintstones               | Venceu    | [ 4 ]  |
| Óscar                                       |                                         |                               |           |        |
| 2002                                        | Melhor Atriz                            | Monster's Ball                | Venceu    | [ 14 ] |
| Screen Actors Guild                         |                                         |                               |           |        |
| 2000                                        | Melhor Atriz em Minissérie ou Telefilme | Introducing Dorothy Dandridge | Venceu    | [ 6 ]  |
| 2002                                        | Melhor Atriz Principal em Cinema        | Monster's Ball                | Venceu    | [ 8 ]  |
| Prêmio Saturno                              |                                         |                               |           |        |
| 2014                                        | Melhor Atriz em Cinema                  | The Call                      | Indicada  | [ 15 ] |